# Carta de Derechos de los Estados Unidos

Imagen de la Carta de Derechos de los Estados Unidos, en la Administración de Archivos Nacionales de EE. UU. (aprobada el 15 de diciembre de 1791).

La Carta de Derechos de los Estados Unidos es el nombre colectivo que se le otorgan a las primeras diez enmiendas de la Constitución de los Estados Unidos aprobadas el 15 de diciembre de 1791. 
Fue una respuesta para calmar los temores de los grupos antifederalistas, algunos de ellos influyentes oponentes de la Constitución, y prominentes miembros de la Convención de Filadelfia, quienes argumentaron que esta fracasaba en defender los principios básicos de la libertad humana. Estas enmiendas garantizan una serie de libertades personales, limitan el poder del gobierno en los procesos judiciales y otros; y se reservan algunas facultades a los estados y al pueblo. Originalmente las modificaciones aplicaban sólo al gobierno federal, sin embargo, la mayor parte se aplicaron posteriormente al gobierno de cada estado a través de la Decimocuarta Enmienda por medio de un proceso conocido como la incorporación.
El 8 de junio de 1789, el representante James Madison introdujo una serie de treinta y nueve enmiendas a la constitución de la Cámara de Representantes. Entre sus recomendaciones Madison propuso la apertura de la Constitución y la inserción de los derechos específicos de limitar el poder del Congreso en el Artículo Uno, Sección 9. Siete de estas limitaciones se convertiría en parte de los diez artículos ratificado la Carta de Derechos de las enmiendas. En última instancia, el 25 de septiembre de 1789, el Congreso aprobó doce artículos de enmienda a la Constitución y las presentó a los estados para su ratificación. Contrario a la propuesta original de Madison que los artículos que pueden se incorporar en el cuerpo principal de la Constitución,  se propusieran como adiciones "complementarios" a la misma. El 15 de diciembre de 1791, los artículos del tres al Doce, después de haber sido ratificada por el número requerido de estados, se convirtieron en las enmiendas del uno al diez de la Constitución.
El 7 de mayo de 1992, después de un período sin precedentes de 202 años, 225 días, el artículo dos alcanzó a formar parte de la  Constitución para su ratificación y se convirtió en la vigésimo séptimo Enmienda. Como resultado, solo una enmienda permanece sin ratificar y todavía sigue pendiente entre los estados.
La Carta de Derechos enumera libertades que no se indican expresamente en el cuerpo principal de la Constitución, como la libertad de religión, libertad de expresión, la libertad de prensa y la libertad de reunión; el derecho a poseer y portar armas; la prohibición de un registro e incautación irrazonable, la seguridad en los efectos personales; la acusación por un gran jurado para cualquier tipo "crimen infamante" o pena capital; garantía de un juicio rápido y público con un jurado imparcial; y la prohibición de doble juzgamiento. Además, la Carta de los Derechos reserva para el pueblo todos los derechos no mencionados expresamente en la Constitución y las reservas de todos los poderes no otorgados específicamente al gobierno federal para las personas o los Estados. El proyecto de ley fue influenciado por la Declaración de Derechos de Virginia hecha por George Mason 1776, la Carta de los Derechos inglesa de 1689 y anteriores documentos políticos como la Carta Magna inglesa de 1215.
La Carta de Derechos tuvo poco impacto judicial por los primeros 150 años de su existencia, pero fue la base para muchas de las decisiones de la Corte Suprema de los siglos XX y XXI. La Carta de Derechos juega un papel central en el derecho estadounidense y en su gobierno, y continúa siendo un símbolo fundamental de la libertad y la cultura de la nación. Una de las primeras catorce copias de la Carta de Derechos está en exhibición pública en la oficina de archivos nacionales en Washington D. C.

## Trasfondo
La Convención de Filadelfia se convocó para corregir los defectos inherentes a los Artículos de la Confederación que habían aparecido incluso antes de que la Guerra de la Independencia concluyera: se consideraba ampliamente que el gobierno central necesitaba mayor poder para introducir cambios necesarios, ya que el Congreso carecía de autoridad fiscal; el Liberum Veto y el requisito de mayoría para lograr reformas legislativas permitía a uno o dos estados derogar propuestas legislativas; no habían previsto mecanismos para que el poder ejecutivo promulgara las leyes o para que una corte nacional pudiera interpretarlas; y un estado podía negarse a quedar vinculado por tratados o acuerdos internacionales.
La necesidad de una legislación fuerte y unificada y de una autoridad central con poder suficiente como para poder conducir los asuntos importantes, llevaron a la adopción de un gobierno federal fuerte ejercido por compromiso en la Convención.
El nuevo gobierno federal, un producto del Compromiso de Connecticut entre el Plan de Nueva Jersey y el Plan de Virginia, incluía a un fuerte Poder ejecutivo, un fuerte Poder legislativo y un Poder judicial independiente. Sin embargo, un arduo debate entre las facciones políticas conocidas como federalistas y antifederalistas influyó sobre el equilibrio entre el fortalecimiento del gobierno nacional y el debilitamiento de los derechos de las personas, que sólo diez años antes se habían rebelado expresamente contra la tiranía de Jorge III de Inglaterra.

### Argumentos en contra: Los federalistas

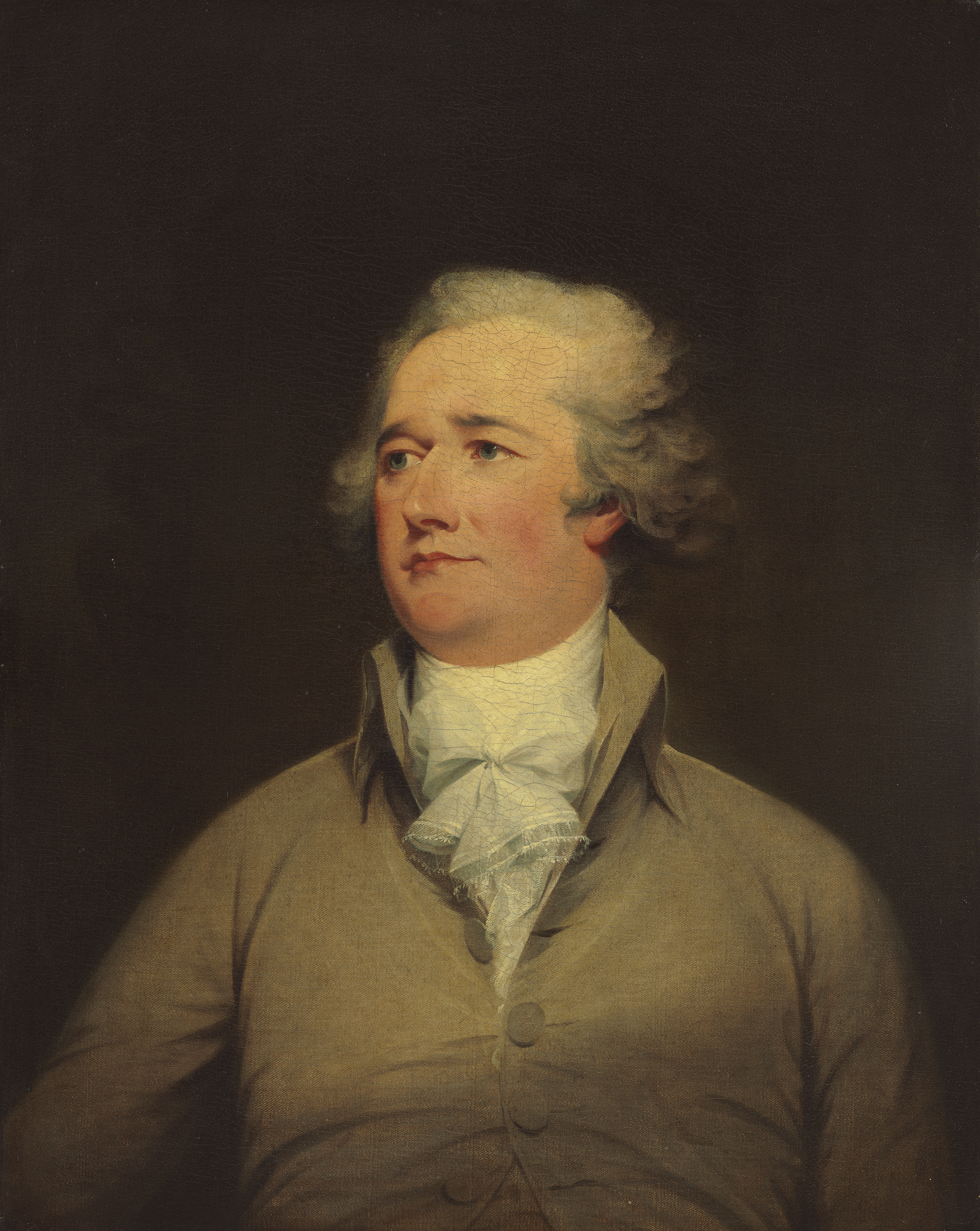
Un retrato de Alexander Hamilton por John Trumbull, 1792.

La idea de añadir una carta de derechos a la Constitución causó controversia desde su planteamiento, y sufrió una fuerte oposición por parte de varios notables estadounidenses, incluido Alexander Hamilton. En el artículo Federalist n.º 84 publicado durante la Convención de Filadelfia el 28 de mayo de 1788, Hamilton argumentó que "la Constitución es en sí misma...una Carta de Derechos". Hamilton argumentó en contra de  la Carta de Derechos afirmando que la ratificación de la Constitución no implicaba la restricción de los derechos del pueblo, y por ello su protección era innecesaria: "Aquí, en estricto rigor, el pueblo no renunció a nada, y como retiene todo, no necesita reservas particulares".  Como los críticos de la Constitución se referían a documentos políticos anteriores que protegían derechos específicos, Hamilton argumentaba que la Constitución era inherentemente diferente.

### Argumentos a favor: Los antifederalistas
Durante el debate de ratificación de la Constitución, figuras revolucionarias famosas tales como Patrick Henry se declararon públicamente en contra de la Constitución. Argumentaban que el fuerte gobierno nacional propuesto por los federalistas era una amenaza para los derechos individuales y que el Presidente se convertiría en un rey, y objetaron al sistema judicial federal propuesto por la Constitución. Thomas Jefferson, entonces embajador en Francia, expresó su preocupación, motivada por la falta de una Carta de Derechos, entre otras críticas. En respuesta al argumento de que una lista de derechos podría ser interpretada como exhaustiva, Jefferson escribió a Madison: "la mitad de un pan es mejor que no tener uno. Si no podemos asegurar todos nuestros derechos, aseguremos, al menos, los que podamos". 
Los mejores y más influyentes artículos y discursos que criticaban la constitución fueron recopilados por los historiadores en una colección llamada los Papeles Antifederalistas, en alusión a los Papeles Federalistas que habían defendido la creación de un gobierno federal más fuerte. Uno de estos, un ensayo titulado “Sobre la falta de una Carta de Derechos” ("On the lack of a Bill of Rights"), posteriormente llamado “Antifederalista número 84” ("Antifederalist Number 84"), fue escrito con el pseudónimo de “Brutus”, probablemente por 
ert Yates. En respuesta al argumento de los federalistas que creían que era innecesario proteger a las personas de poderes que no se le concederían al gobierno, "Brutus" escribió:

"Encontramos, en la novena sección del primer artículo declarado, que el procedimiento de habeas corpus no podrá ser suspendido, excepto en casos de rebelión - que ninguna pena de ejecución legislativa, o ley retroactiva, será aprobada - que ningún título de nobleza se otorgará en los Estados Unidos, etc.  Si todo lo que no se otorga queda reservado, ¿cuál es el propósito de estas excepciones?  ¿Otorga esta Constitución en alguna parte el poder de suspender el procedimiento de habeas corpus, de crear leyes retroactivas, o de otorgar títulos nobiliarios?  Ciertamente no lo hace de forma expresa. La única respuesta que puede darse es que éstos se encuentran implícitos en los poderes generales otorgados. Con igual certeza se puede decir, que todos los poderes contra cuyo abuso la carta de derechos protege se encuentran contenidos o implícitos en los poderes generales otorgados por la Constitución".

### Ratificación y el Compromiso de Massachusetts
El individualismo era el elemento fuerte de la oposición; la necesidad, o al menos el deseo, de una carta de derechos era sentido casi universalmente, y los antifederalistas pudieron jugar con estos sentimientos en la convención de ratificación de Massachusetts. En esta etapa, cinco de los estados ya habían ratificado la Constitución con relativa calma; sin embargo, la convención de Massachusetts fue amarga y contenciosa:

"En Massachusetts, la Constitución sufrió una seria y organizada oposición. La convención votó por la ratificación el 6 de febrero de 1788 (187-168) solo después de que dos líderes antifederalistas, John Adams y John Hancock, negociaran un acuerdo. Los antifederalistas habían demandado que la Constitución fuera enmendada antes de que ellos la consideraran o que las enmiendas fueran una condición para la ratificación. Los federalistas contestaron que debía ser aceptada o rechazada tal como era. Bajo el compromiso de Massachusetts, los delegados recomendaron enmiendas para que fueran consideradas por el nuevo Congreso, antes de que la Constitución entrara en vigor. El Compromiso de Massachusetts determinó el destino de la Constitución, al permitir que delegados que tenían dudas acerca de votar por ella tuvieran la esperanza de que sería enmendada".

Cuatro de los siguientes estados en ratificar, incluyendo Nuevo Hampshire, Virginia y Nueva York, incluyeron un lenguaje similar en sus instrumentos de ratificación. Con ello, aunque los antifederalistas no tuvieron éxito en su misión de impedir la adopción de la Constitución, sus esfuerzos no fueron totalmente en vano.

## Borrador

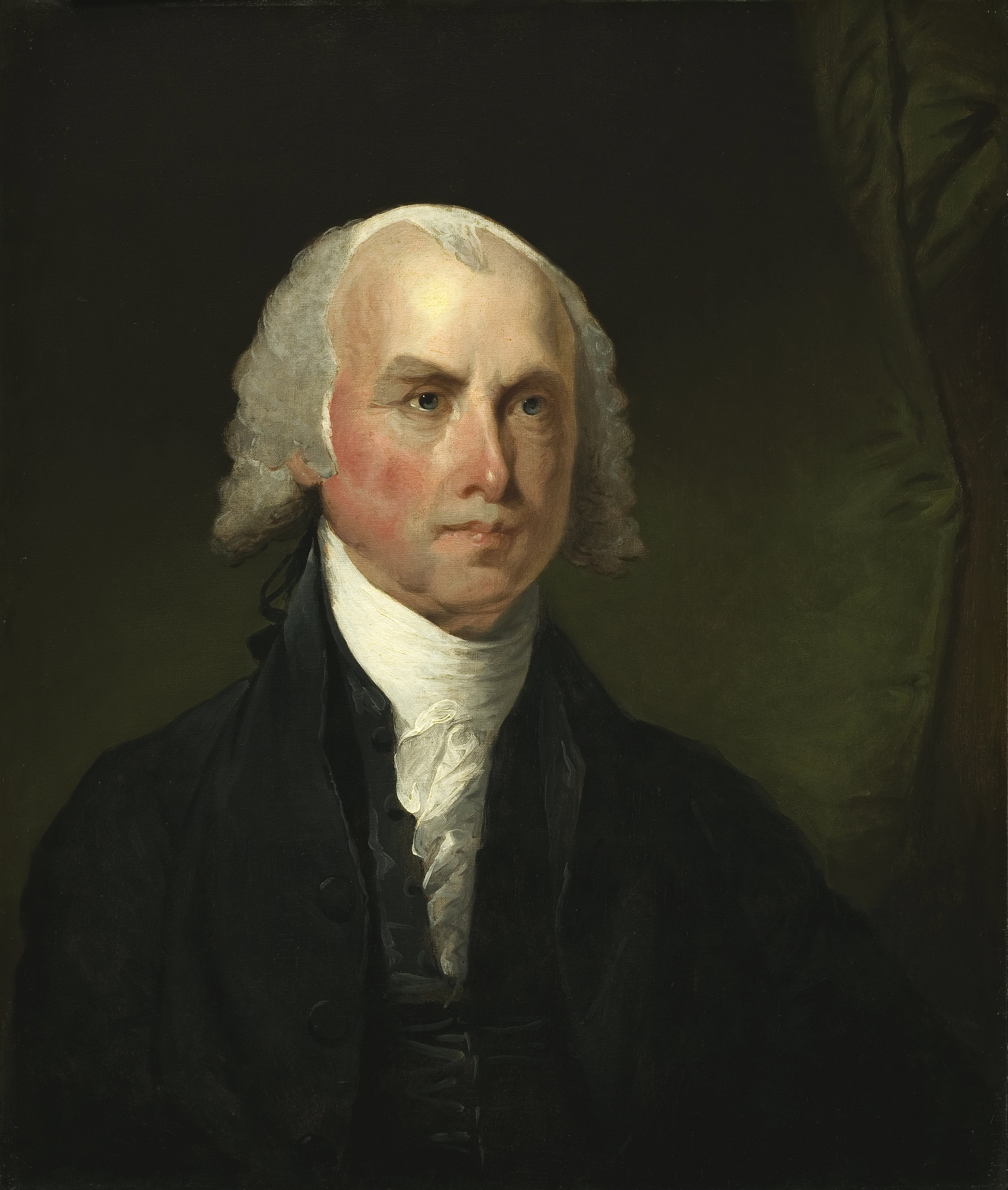
James Madison, "Padre de la Constitución" y primer autor de la Carta de Derechos.

Una vez que la Constitución de Estados Unidos fue ratificada en 1789, el primer Congreso de los Estados Unidos se reunió en el Edificio Federal de la ciudad de Nueva York. La mayoría de los delegados acordaron que una "carta de derechos" era necesaria, y qué derechos deberían estar enumerados en ella.
James Madison, a la cabeza de la delegación de Virginia en el Primer Congreso, había propuesto una Carta de Derechos con la esperanza de prevenir un potencial desastre político.   La segunda Convención Constitucional podría deshacer los difíciles compromisos alcanzados en 1787, poner la Constitución entera a reconsideración y subvertir el trabajo que él y muchos otros habían realizado para establecer la estructura de gobierno de los Estados Unidos.
Madison basó su trabajo en la Declaración de Derechos de Virginia (1776), obra de George Mason. Además de esta influencia directa, la Carta de Derechos de Madison reflejaba siglos de derecho y filosofía ingleses, modificados por los principios de la revolución estadounidense. La tradición jurídica inglesa incluía documentos revolucionarios tales como la Carta Magna (1215), que protegió los derechos de los nobles contra el rey de Inglaterra, y la Carta de Derechos inglesa (1689), que protegió los derechos de los legisladores en el Parlamento contra de los poderes del rey. También influyó el pensamiento político de John Locke, quien había argumentado que todos los hombres tenían derechos naturales inalienables por su condición de seres humanos y que el propósito del gobierno era proteger los derechos de propiedad, ideas que se convirtieron en parte de la concepción estadounidense de gobierno. Madison, en la Carta de Derechos de Estados Unidos, continuó la tradición radical de la revolución estadounidense extendiendo y codificando estos derechos.

### Antecedentes
Hasta cierto punto, la Carta de Derechos y la revolución estadounidense incorporaban las ideas del filósofo inglés John Locke, quien argumentó en su trabajo de 1689, Dos Tratados sobre el gobierno civil, que la sociedad civil fue creada para la protección de la propiedad (Latín: proprius), o de lo que es propio de cada ser humano, refiriéndose a la "vida, libertad y estado". Locke también avanzó la noción de que cada individuo es libre e igual en el estado de naturaleza. Locke desarrolló la idea de derechos naturales inherentes a todos los individuos de la raza humana, un concepto que Madison mencionó en su discurso al presentar la Carta de Derechos al Primer Congreso.

## Proceso de Ratificación
El 20 de noviembre de 1789, Nueva Jersey se convirtió en el primer estado en ratificar las enmiendas. El 15 de diciembre de 1791, diez de estas propuestas se convirtieron en las primeras diez enmiendas —y ley oficial de los Estados Unidos— cuando fueron ratificadas por la asamblea legislativa de Virginia.
Los Artículos III–XII fueron ratificados por 11/14 estados (> 75%). El Artículo I, rechazado por Delaware, fue ratificado solo por 10/14 estados (< 75%), y a pesar de la tardía ratificación de Kentucky (11/15 estados < 75%), el artículo nunca ha recibido la aprobación suficiente para formar parte de la Constitución. El Artículo II fue ratificado por 6/14 estados, después por 7/15 estados, pero no recibió la mayoría de tres cuartos de los estados necesaria para su ratificación sino hasta 1992 cuando se convirtió en la Vigesimoséptima Enmienda de la Constitución.

### Fechas de las ratificaciones
- Nueva Jersey, 20 de noviembre de 1789; rechazó el artículo II
- Maryland, 19 de diciembre de 1789; aprobó todo
- Carolina del Norte, 22 de diciembre de 1789; aprobó todo
- Carolina del Sur, 19 de enero de 1790; aprobó todo
- Nuevo Hampshire, 25 de enero de 1790; rechazó el artículo II
- Delaware, 28 de enero de 1790; rechazó el artículo II
- Nueva York, 27 de febrero de 1790; rechazó el artículo II
- Pensilvania, 10 de marzo de 1790; rechazó el artículo II
- Rhode Island, 7 de junio de 1790; rechazó el artículo II
- Vermont, 3 de noviembre de 1791; aprobó todo
- Virginia, 15 de diciembre de 1791; aprobó todo

## Texto de la Carta de Derechos
Preámbulo
Preámbulo de la Carta de Derechos:

EL Congreso de los Estados Unidos iniciado y concluido en la Ciudad de Nueva York, el miércoles cuatro de marzo, del año mil setecientos ochenta y nueve.

LAS Convenciones de un número de Estados, habiendo en el momento de adoptar la Constitución, expresado el deseo, con el fin de prevenir el abuso o malinterpretación de sus poderes, de que cláusulas adicionales declaratorias y restrictivas deberían ser añadidas: Y al extender el ámbito de confianza pública hacia el Gobierno, es la mejor forma de asegurar el fin benéfico de su institución.

RESUELTO por el Senado y la Cámara de Representantes de los Estados Unidos, reunidos como Congreso, concurriendo con dos tercios de ambas cámaras, que los siguientes artículos sean propuestos a las asambleas legislativas de los distintos estados, como enmiendas a la Constitución de los Estados Unidos, con todos, o algunos de estos artículos, cuando sean ratificados por tres cuartos de dichas asambleas legislativas, sean válidos para todos los fines y propósitos, como parte de la Constitución; viz.

LOS ARTÍCULOS añadidos, y enmiendas a la Constitución de los Estados Unidos de América, propuestos por el Congreso, y ratificados por las asambleas legislativas de varios estados, de acuerdo con lo dispuesto en el quinto artículo de la Constitución original.

- ENMIENDA I Libertad de expresión, de prensa, religiosa, asamblea pacífica y de petición al gobierno.

El Congreso no aprobará ley alguna por la que adopte una religión oficial del estado o prohíba el libre ejercicio de la misma, o que restrinja la libertad de expresión o de prensa, o el derecho del pueblo a reunirse pacíficamente y a pedir al gobierno la reparación de agravios.

- ENMIENDA II Derecho de las personas a tener y portar armas, así como a mantener una milicia.

Siendo necesaria una milicia bien ordenada para la seguridad de un estado libre, no se violará el derecho del pueblo a poseer y portar armas.

- ENMIENDA III  Protección contra el alojamiento de militares.

En tiempo de paz no se alojará a ningún soldado en casa alguna sin el consentimiento del propietario; ni en tiempo de guerra, excepto en la forma prescrita por ley.

- ENMIENDA IV Protección contra registros e incautaciones irrazonables.

El derecho del pueblo a que sus personas, domicilios, papeles y efectos se encuentren protegidos contra registros e incautaciones irrazonables, será inviolable, y no se expedirán al efecto órdenes que no se apoyen en un motivo verosímil, estén corroborados mediante juramento o afirmación y describan con particularidad el lugar que deba ser registrado y las personas o cosas que han de ser incautadas.

- ENMIENDA V Debido proceso, non bis in idem, autoincriminación, propiedad privada.

Nadie estará obligado a responder de un delito castigado con la pena capital o de otro delito infame a menos que un gran jurado lo acuse, a excepción de los casos que se presenten en las fuerzas navales o terrestres, o en la milicia nacional cuando se encuentre en servicio actual en tiempo de guerra o peligro público; tampoco se juzgará a persona alguna dos veces con motivo del mismo delito, el cual conlleve la pérdida de la vida o algún miembro; ni se le compelerá a declarar contra sí misma en ningún juicio criminal; ni se le privará de la vida, la libertad o la propiedad sin el debido proceso legal; ni se tomará propiedad privada para uso público sin una justa indemnización.

- ENMIENDA VI  Juicio por jurado y otros derechos del acusado.

En toda causa criminal, el acusado gozará del derecho de ser juzgado rápidamente y en público por un jurado imparcial del distrito y estado en que el delito se haya cometido, Distrito que deberá haber sido determinado previamente por ley; así como de que se le haga saber la naturaleza y causa de la acusación, de que se caree con los testigos en su contra, de que se obligue a comparecer a los testigos que le favorezcan y de contar con la ayuda de un abogado que le defienda.

- ENMIENDA VII Juicio civil por jurado.

El derecho a que se celebren ante un jurado los juicios de derecho consuetudinario en que el valor en disputa exceda de veinte dólares, será garantizado, y ningún hecho juzgado por un jurado será reexaminado en tribunal alguno de los Estados Unidos, salvo con arreglo a las normas del derecho consuetudinario.

- ENMIENDA VIII Prohibición de una fianza excesiva, al igual que de castigos crueles e inusuales.

No se exigirán fianzas excesivas, ni se impondrán multas excesivas, ni se infligirán penas crueles e inusuales.

- ENMIENDA IX Protección de derechos no específicamente enumerados en la Carta de Derechos.

No se interpretará la enumeración en la Constitución de ciertos derechos para negar o menospreciar otros derechos retenidos por el pueblo.

- ENMIENDA X Poderes de los estados y de las personas.

Los poderes que la Constitución no delega a los Estados Unidos ni prohíbe a los Estados, quedan reservados a los estados respectivamente o al pueblo.